# Masia senyorívola de Wotersen
La Masia senyorívola de Wotersen és una masia castral a Wotersen, un nucli del poble de Roseburg al districte del Ducat de Lauenburg a Slesvig-Holstein. És un conjunt d'edificis, de jardins i de camps que compren la masia (el castell), l'escola d'equitació, una fàbrica de cervesa, granja i diversos edificis tècnics i cases de masovers que van ser adquirits per la nissaga dels Bernstorff el 1717. L'edifici central, la masia senyorial va ser construït per ordre del comte Joan Hartvig Ernst de Bernstorff (1712-1772).

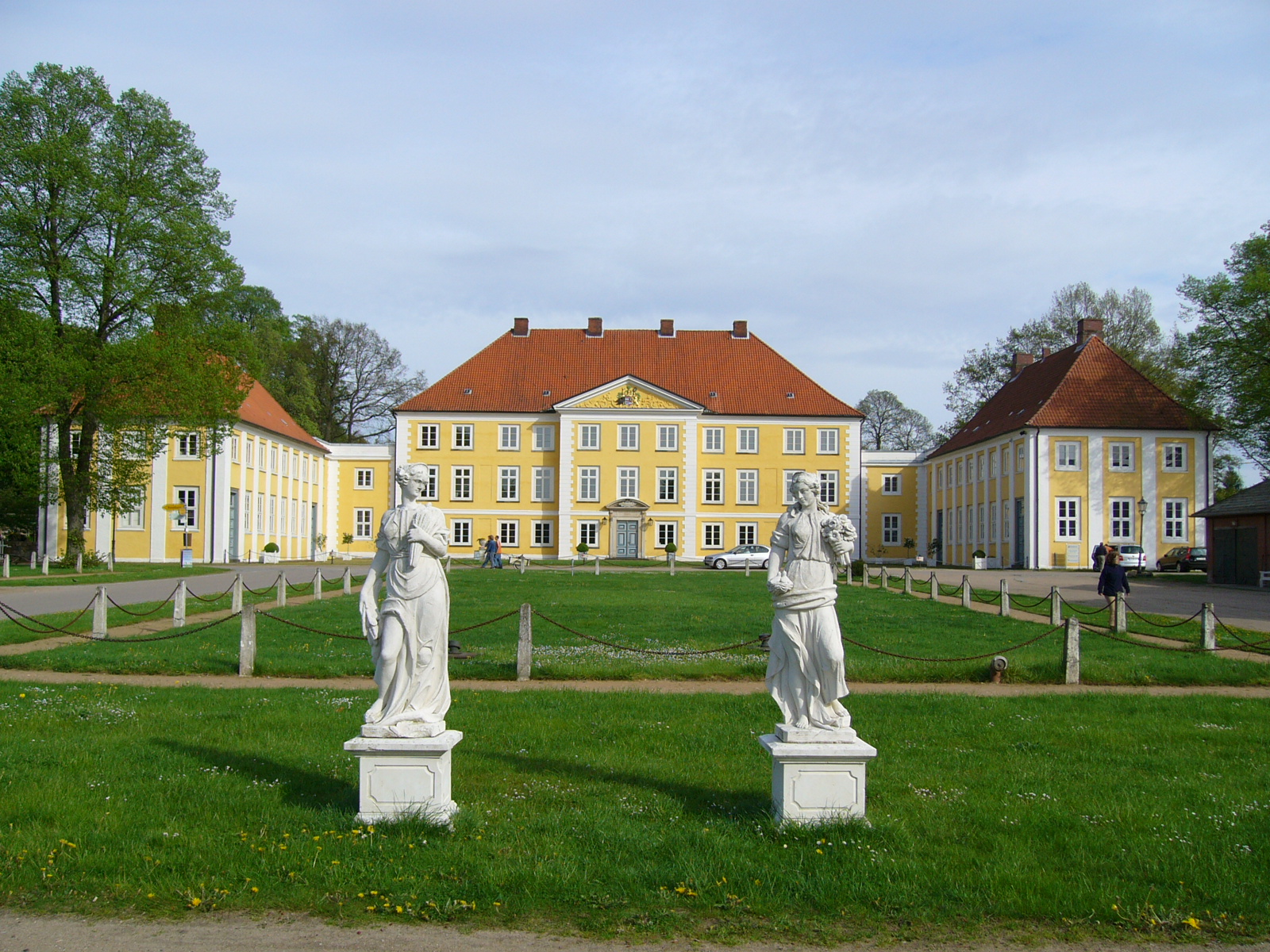
La casa senyorial

Va esdevenir molt famós com que va servir de decorat per la sèrie de televisió Das Erbe der Guldenburgs (L'heritatge dels Guldenburg) de la cadena ZDF del 1987 al 1990.
El mateix castell no és obert al públic, però a les dependències s'organitzen regularment concerts.